# 法国独立酒庄协会

法国独立酒庄协会的标志

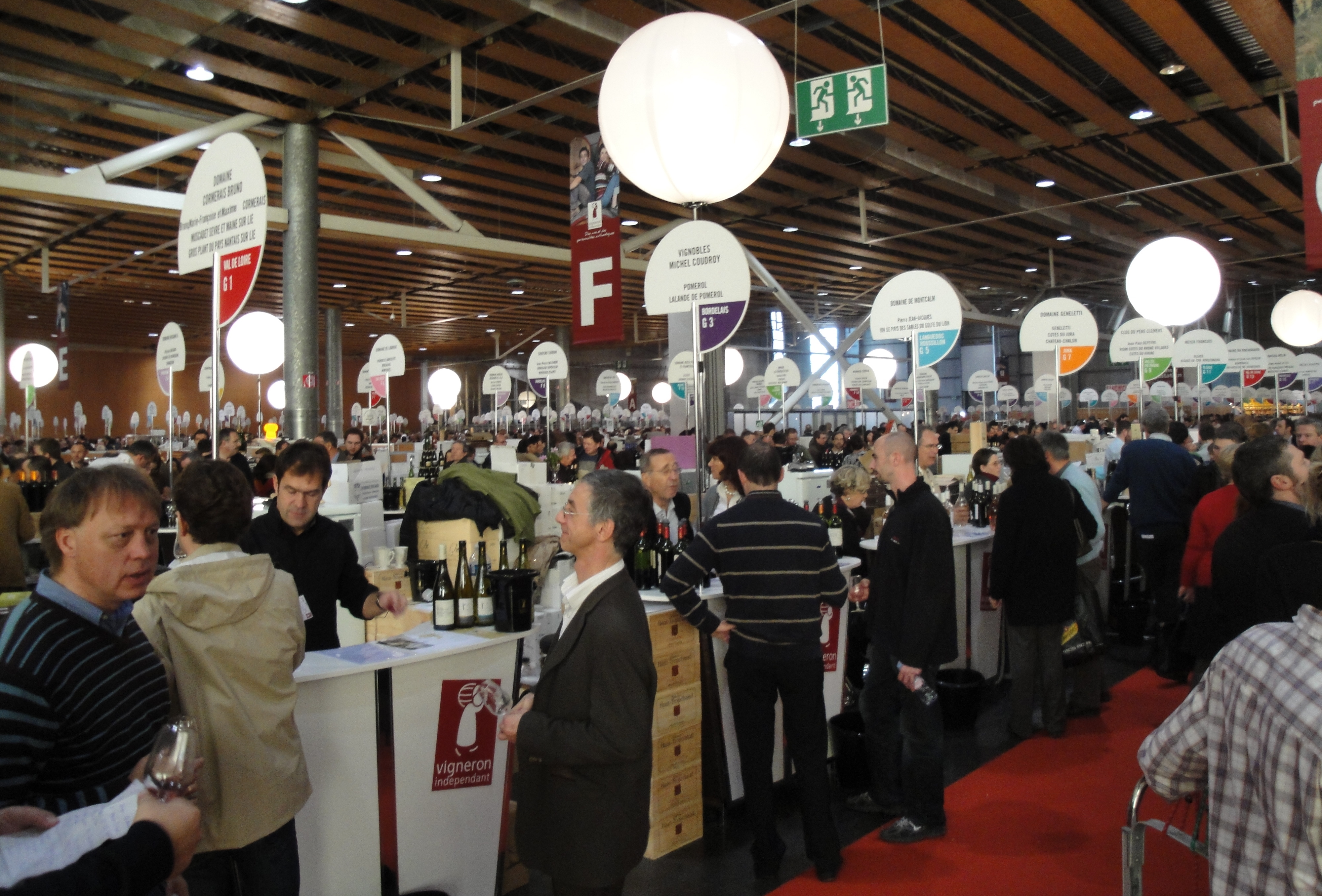
法国独立酒庄协会在里尔举办的活动

法国独立酒庄协会（Vignerons indépendants de France 简称VIF）
是一个位于巴黎的葡萄栽培的行业协会，旨在促进和帮助法国小的和独立的酒庄，类似英国独立啤酒商协会。协会成员可以在产品上使用协会的标志。该协会最初是作为confédération nationale des caves particulières于1978年成立，在2003年变更了协会名称和章程，致力于联合和支持独立酒庄，并帮助他们在与葡萄酒酿酒合作社的竞争中保持独立的身份。2009年，协会在法国有6000 至10000会员 .
协会每年会在不同的城市举办一些活动（Salon des vins）。

## 章程
协会章程最重要的部分是规定成员必须：
- 尊重風土條件
- 在自己的葡萄园中耕作和收获
- 自己酿酒
- 自己灌装
- 保持葡萄栽培的的传统